# 윈 버틀러

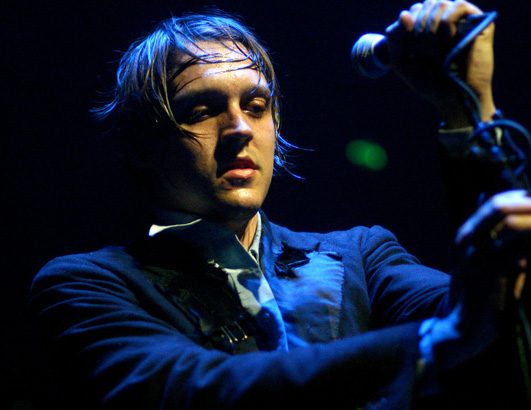
윈 버틀러

윈 버틀러(Win Butler, 1980년 4월 14일~ )는 인디 락 밴드 아케이드 파이어의 리드 보컬리스트이자 작곡가이다.

## 생애
에드윈 버틀러 (Edwin Farnham Butler III)는 1980년 4월 14일 북부 캘리포니아에서 태어났고, 텍사스 주의 우들랜즈의 보수적인 가정에서 자랐다. 15살에 그는 뉴 햄프셔에 있는 필립스 엑스터 아카데미 예비 학교에 다니게 됐다. 그곳에서 그는 학교 대표 농구와 클럽 소프트볼 선수로 활동했다, 또한 여러 스쿨 밴드를 공연했다. 졸업 후에 그는 새라 로랜스 칼리지에서 사진학과 문학 창작에 대해 공부를 했다. 하지만 그는 몇년만에 학교를 떠났다. 2000년 몬트리올로 간 그는 맥길대학에 다니게 되었다, 그곳에서 그는 현재 아내이자 밴드 멤버인 레진 샤사녀를 만났다. 2003년 그는 그의 아내와 함께 몬트리얼에서 아케이드 파이어라는 밴드를 만들었다.